# Фрумкин, Борис Соломонович
Бори́с Соломо́нович Фру́мкин (1897, Мстиславль, Могилёвская губерния — 1989, Ленинград) — инженер-конструктор, главный конструктор первых турбозубчатых агрегатов для корабельных энергетических установок военных и гражданских судов. Лауреат двух Сталинских премий.

## Биография
Родился в 1897 году в Мстиславле (ныне Могилёвская область, Беларусь) в семье врача Шлёмы Мееровича Фрумкина.
В 1921 окончил Петроградский политехнический институт.
В 1923—1930 годах работал инженером, заместителем начальника турбинной мастерской Северной судостроительной верфи, руководил разработкой главного турбозубчатого агрегата для первого советского сторожевого корабля.
В 1931—1943 годах был начальником турбинной группы, заместителем главного инженера ЦКБС-1 по спецсудостроению, руководил группой проектировщиков, разрабатывавших первую в СССР турбину для военных кораблей. Коллективом турбинистов был создан первый отечественный турбозубчатый агрегат, состоящий из высокооборотных турбин высокого и низкого давления и зубчатого редуктора (максимальная частота вращения гребного вала составляла 630 об/мин). Роторы турбин испытывались отдельно на балансировочных станках, а на стенде определялись тепловая деформация корпусов, центровка, качество работы подшипников и масляной системы.
Инженер Б. С. Фрумкин непосредственно занимался разработкой ГТЗА корабельной энергетической установки лидеров эскадренных миноносцев типа «Ленинград» проектов 1 и 38 на заводе имени А. А. Жданова.
В 1946—1951 годах являлся заместителем начальника, главным конструктором СКБТ.
В 1951—1959 годах являлся заместителем начальника, главным конструктором СКБ Кировского завода. Участвовал в создании турбин для эсминцев и крейсеров, первой в СССР газотурбинной установки для торгового судна.
Умер в 1989 году в Ленинграде.

## Награды и премии
- Сталинская премия первой степени (10 апреля 1942) — за разработку проектов боевых кораблей[5].
- Сталинская премия второй степени (1949) — за разработку конструкции машины для боевых кораблей
- медали

## Публикации
- Фрумкин Б. С. Определение параметров судовых газотурбинных установок. Л. Судостроение. 1974 г., 240 с.